# Xanthoparmelia taractica
Xanthoparmelia taractica är en lavart som först beskrevs av Kremp. och som fick sitt nu gällande namn av Mason Ellsworth Hale. 
Xanthoparmelia taractica ingår i släktet Xanthoparmelia och familjen Parmeliaceae. Inga underarter finns listade i Catalogue of Life.